# 기지점
기지점이란 어떤 공간 상의 특정한 위치를 표현하는 정보가 존재하는 위치를 일컫는다.
특히 기지점의 공간적인 정보는 자유롭게, 이를테면 지리학적으로 또는 수학적으로, 기술이 가능하다. 
이와 반대로 미지점이란 공간상의 특정한 위치에 대한 정보가 결여되어 있는 위치를 일컫는다.